# 運命GAME
『運命GAME』（うんめいゲーム）は、1991年4月17日から同年9月18日までフジテレビ系列局で放送されていたフジテレビとイースト共同制作のクイズバラエティ番組である。通称は「運ガメ」。また番組のセットに亀の模型が多用されていたことから「うんめいガメ」と呼称される場合もある。放送時間は毎週水曜 22:00 - 22:54（JST）。

## 概要
人生の目標として、ある職業をテーマにしたクイズを出題していた。2人1組の3チーム制で、赤ガメチーム・黄ガメチーム・緑ガメチームに分けられていた。番組初期においては一般参加者も出場していたが、第10回から芸能人のみの参加となった。
本番組のコーナーである「タッチBINGO」、「GAMEミステイクを探せ!」は、それぞれ本番組と同じくイースト制作の『世界とんでも!?ヒストリー』（テレビ朝日系列）や『ダウトをさがせ!』（TBS系列の毎日放送制作）の1コーナーのクイズになったり、一部共通の効果音が使われたりするなど、後に他局で放送されるクイズ番組に昇華された。
当番組の一部スタッフは終了後の10月から同局『たけし・逸見の平成教育委員会』の制作に携わる事になった。

## 出演者

### MC
- 向坂樹興（当時フジテレビアナウンサー） - 総合司会を担当。
- 中井美穂（当時フジテレビアナウンサー） - アシスタントを担当。
- 立川志の輔 - ゲームMCおよびアシスタントを担当[1]。

### 問題VTR出演者
- 西村雅彦
- 小林隆
- 阿南健治
- オカリナ高志 - 新人芸人役で出演。その後はアメリカで活動。

### ナレーター
- 小倉智昭（フリーアナウンサー）
- 島津冴子（初期の『出場者募集』告知を担当）

## 主なクイズ・ゲーム

### タッチBINGO
番組最初のコーナー。16個のモニターを縦4個×横4個に配置。問題が出題され、背景バックが青の16個の項目の中から、正解と思われる5項目の画面をタッチし、背景バックを赤にする。赤くなった画面はもう1度タッチすると青に戻る。5項目を選択した（赤くした）時点で答え合わせのボタンを押すと正解数が表示され、それをヒントにしながら修正する。初期の頃は答え合わせボタンは無く、解答者が定位置に戻るか時間切れになると、自動で正解数が表示された。修正したが正解数が減った場合、残念そうなBGMが鳴る。制限時間は60秒で、時間切れ時の最終的な正解数×50点（第5・9回では100点）獲得。パーフェクトは300点（第4回は250点、第5・9回は500点）。

### 運命のピラミッド
第2コーナー。2択問題を5問出題。ピラミッド状のランプのセットがあり、正解すると1段階ランクが上昇して、ランプも上に向かって点灯、不正解だと横ばいとなって、ランプも横に点灯する。第6-8回と第10回以降は1問正解する毎に50点獲得。初期の頃は2問目以降はランク別に出題されたが、後に1~4問目は各チーム共通で出題され、5問目のみランク別での出題となった。ランクが決まったところで小ガメルーレット（運命のルーレット）に挑戦。志の輔のスタートコールで、運ガメルーレットの上に設置された小ガメルーレットが勢い良く回り、解答者は適当な所でストップボタンを押し、小ガメルーレットの針が指した所の得点が加点or減点される。ランクは超一流、一流、二流、三流、見習い、問題外の6段階。そのときに観客から「あ〜あ、二流」や「A!B!」と掛け声が多かった（他のコーナーでも観客の掛け声があった）。
- 小ガメルーレット（運命のルーレット）の点数配置

マスは10等分されており、ランクによって得点配分が変わる。

小ガメルーレット 点数配置図
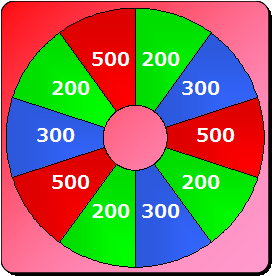
超一流ルーレット
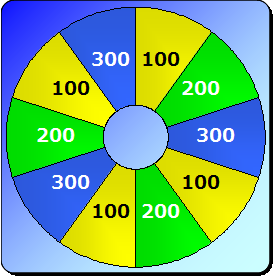
一流ルーレット
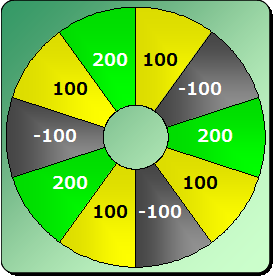
二流ルーレット
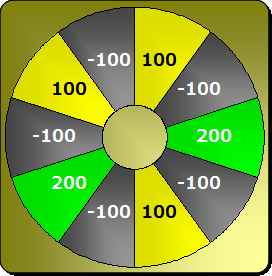
三流ルーレット
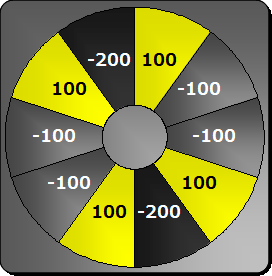
見習いルーレット
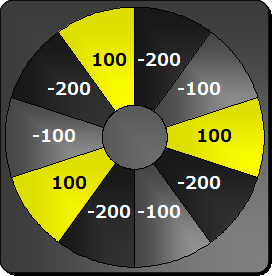
問題外ルーレット

| ランク | 正解数 | 得点配分 | 得点配分 | 得点配分 | 得点配分 | 得点配分 | 得点配分 | キャッチコピー・備考                                  |
| ------ | ------ | -------- | -------- | -------- | -------- | -------- | -------- | ----------------------------------------------------- |
| 超一流 | 5問    | 500点    | 30%      | 300点    | 30%      | 200点    | 40%      | 「豪華な配点」登場は映画監督の回のみ                  |
| 一流   | 4問    | 300点    | 30%      | 200点    | 30%      | 100点    | 40%      | 「一流らしく安心有利な配点」                          |
| 二流   | 3問    | 200点    | 30%      | 100点    | 40%      | -100点   | 30%      | 「一歩間違うと怖い配点」                              |
| 三流   | 2問    | 200点    | 20%      | 100点    | 30%      | -100点   | 50%      | 「哀愁漂う情けない配点」                              |
| 見習い | 1問    | 100点    | 40%      | -100点   | 40%      | -200点   | 20%      | 「見習いらしく厳しい配点」                            |
| 問題外 | 0問    | 100点    | 30%      | -100点   | 30%      | -200点   | 40%      | 「ほとんど開き直るしかない配点」登場は1回のみ（後述） |

ランクの低い順から挑戦。放送では最初のみ女性アシスタントがBGMと共にルーレット板を担いで登場、運ガメルーレットの上に乗せていた。
第1・2回では、ランク名およびランクごとのルーレットは無く、正解数に応じて上から300点、200点、150点、100点、50点、-100点を獲得する仕様だった。

### 運命の3択
第1・2回のみ、運命のピラミッド後に行われたコーナー。3択問題を1問出題。3つの選択肢には評価が付けられ、良い選択をするほど高い配点の子ガメルーレットを回すことができる。このルーレットの得点配分が、後にリニューアルされる子ガメルーレットの原型となっている。
| 評価 | 得点配分 | 得点配分 | 得点配分 | 得点配分 | 得点配分 | 得点配分 |
| ---- | -------- | -------- | -------- | -------- | -------- | -------- |
| ○    | 300点    | 70%      | 100点    | 10%      | 0点      | 20%      |
| △    | 300点    | 30%      | 100点    | 50%      | -100点   | 20%      |
| ×    | 100点    | 20%      | 0点      | 30%      | -100点   | 50%      |

### GAMEミスTAKEを探せ!
第3コーナー。VTRの中に8-10個程度存在する間違いを早押しで回答。チェック成功1個につき第11回までは50点、第12回からは100点獲得。第12回以降で、惜しい解答をして他のチームのアシストをしたチームには、おまけの50点や、100点そのままの得点が与えられることもあった。お手つき、誤答によるペナルティーは無し。出題VTRが終わったところで司会者から用意したミステイクの数を確認し、まだ間違いが残っている場合は「ミスTAKEはコレだ!」と題して残りのミステイクの正解確認をする。

### 運ガメルーレット
最終コーナー。大きな運ガメルーレットの甲羅部分に20等分されたランプがあり、100点につき1箇所ボタンを押し、赤ランプを点灯させて当たり箇所を設定する。50点でも温情で1箇所に配置する事ができた。設定後に2人でカメの頭を押してルーレットを回し、子ガメルーレットの針が赤ランプの当たりに止まれば目標達成となり、海外旅行と番組特製の「運ガメトロフィー」を獲得。針がハズレと当たりの境目である微妙な位置に止まった場合は、超小型CCDカメラ付きのロボット「判定くん」で判定する。第10回から目標達成（海外旅行獲得）チームがあれば視聴者にもペアで海外旅行をプレゼント。賞金は50点につき5000円（得点の100倍）。
小ガメルーレットがある事から、大ガメルーレットと誤称される場合がある。
番組史上最少での目標達成は第13回の赤ガメチーム(峰竜太、森山祐子)の300点・3箇所。
番組史上最高得点は最終回の緑ガメチーム(高田文夫、春風亭昇太)の1,100点・11箇所。海外旅行も獲得した。

## 各回の人生の目標
| 放送回 | 放送日  | 人生の目標                     | 旅行先         | 目標達成 | 備考                                         |
| ------ | ------- | ------------------------------ | -------------- | -------- | -------------------------------------------- |
| 第1回  | 4月17日 | ニュースキャスター             | ニューヨーク   | 黄       | ゲスト:大橋巨泉                              |
| 第2回  | 4月24日 | クラブのママ                   | パリ           | 黄       |                                              |
| 第3回  | 5月1日  | 映画監督                       |                |          | 超一流ルーレットが登場。ゲスト：ビートたけし |
| 第4回  | 5月8日  | タクシードライバー             | ロンドン       | 無し     | ゲスト:武田鉄矢                              |
| 第5回  | 5月15日 | スチュワーデス(現:CA)          | オーストラリア | 無し     | ゲスト:安部譲二                              |
| 第6回  | 5月22日 | ツアーコンダクター             |                | 無し     | スコアボードが4桁表示になる(第9回は3桁)      |
| 第7回  | 5月29日 | 牧場主                         | イギリス       | 無し     |                                              |
| 第8回  | 6月5日  | ホテルマン                     | ハワイ         | 無し     |                                              |
| 第9回  | 6月12日 | 板前                           | 香港           | 赤       | 一般参加者最後の出場。ゲスト:村野武範        |
| 第10回 | 6月19日 | 社長秘書                       | ニューヨーク   | 赤・黄   |                                              |
| 第11回 | 6月26日 | 看護婦(現:看護師)              | イギリス       | 無し     |                                              |
| 第12回 | 7月10日 | 名探偵                         | ロンドン       | 緑       |                                              |
| 第13回 | 7月17日 | 編集者                         | ハワイ         | 赤       |                                              |
| 第14回 | 7月24日 | 動物園の園長                   | オーストラリア | 赤       |                                              |
| 第15回 | 7月31日 | マリンスポーツクラブのオーナー | ハワイ         | 無し     | 問題外ルーレットが登場                       |
| 第16回 | 8月7日  | アクションスター               | 香港           | 赤・黄   |                                              |
| 第17回 | 8月14日 | 演歌の女王                     | ラスベガス     | 無し     | 判定くんが登場                               |
| 第18回 | 8月21日 | F1ドライバー                   | オーストラリア | 無し     | 黄ガメチームが初の1000点突破                 |
| 第19回 | 8月28日 | ファッションモデル             | パリ           | 黄       |                                              |
| 第20回 | 9月4日  | 豪華客船の船長                 | ロサンゼルス   | 無し     |                                              |
| 第21回 | 9月11日 | 温泉旅館の女将                 | ハワイ         | 黄       |                                              |
| 第22回 | 9月18日 | 女子プロレスラー               | ニューヨーク   | 緑       | 最終回。2度目の1000点突破チームが出現        |

## 解答者・成績
| 放送回 | 赤ガメチーム               | 赤ガメチーム | 赤ガメチーム | 黄ガメチーム           | 黄ガメチーム | 黄ガメチーム | 緑ガメチーム                   | 緑ガメチーム | 緑ガメチーム |
| 放送回 | 解答者                     | ランク       | 得点         | 解答者                 | ランク       | 得点         | 解答者                         | ランク       | 得点         |
| ------ | -------------------------- | ------------ | ------------ | ---------------------- | ------------ | ------------ | ------------------------------ | ------------ | ------------ |
| 第1回  | 一般参加者                 | 0問          | 200点        | 一般参加者             | 4問          | 800点        | ケント・デリカット・伊藤かずえ | 4問          | 850点        |
| 第2回  | 一般参加者                 | -問          | ---点        | 一般参加者             | 5問          | 900点        | ・                             | -問          | ---点        |
| 第3回  | 一般参加者                 |              | ---点        | 一般参加者             |              | ---点        | ・                             |              | ---点        |
| 第4回  | 一般参加者                 | 三流         | 400点        | 一般参加者             | 見習い       | 300点        | 斉木しげる・洞口依子           | 三流         | 650点        |
| 第5回  | 一般参加者                 | 三流         | 500点        | 一般参加者             | 三流         | 650点        | 岡本夏生・相原勇               | 三流         | 400点        |
| 第6回  | 稲川淳二・                 | 見習い       | 350点        | ・                     | 二流         | 400点        | 大竹まこと・中上雅巳           | 三流         | 350点        |
| 第7回  | 榊原郁恵・坂井順子         | 二流         | 350点        | 吉村作治・松居直美     | 一流         | 550点        | 桂三木助・秋吉満ちる           | 一流         | 700点        |
| 第8回  | うじきつよし・中島唱子     | 三流         | 500点        | 尾美としのり・生稲晃子 | 二流         | 500点        | 松尾貴史・河内家菊水丸         | 三流         | 700点        |
| 第9回  | 一般参加者                 | 二流         | 800点        | 一般参加者             | 三流         | 300点        | 笑福亭鶴瓶・藤田朋子           | 見習い       | 500点        |
| 第10回 | 近藤真彦・五十嵐いづみ     | 一流         | 900点        | 吉村明宏・小牧ユカ     | 二流         | 550点        | 中村ゆうじ・戸川京子           | 三流         | 500点        |
| 第11回 | 高杢禎彦・高橋リナ         | 三流         | 450点        | 花島優子・かとうれいこ | 見習い       | 200点        | 布川敏和・叶和貴子             | 見習い       | 50点         |
| 第12回 | 神田利則・アグネス・チャン | 見習い       | 250点        | 千堂あきほ・中條かな子 | 三流         | 350点        | 高田文夫・大倉利晴             | 一流         | 800点        |
| 第13回 | 峰竜太・森山祐子           | 見習い       | 300点        | 大西結花・石野陽子     | 三流         | 600点        | 井崎脩五郎・根本りつ子         | 三流         | 500点        |
| 第14回 | 伊東四朗・森尾由美         | 二流         | 650点        | 河合美智子・相川恵里   | 見習い       | 650点        | 大仁田厚・サンボ浅子           | 見習い       | 200点        |
| 第15回 | 森脇健児・奥貫薫           | 二流         | 600点        | 山本譲二・松本典子     | 三流         | 500点        | 松尾貴史・河内家菊水丸         | 問題外       | 550点        |
| 第16回 | 蔵間竜也・松原千明         | 三流         | 550点        | 小林千絵・吉野綾       | 一流         | 450点        | なぎら健壱・林家こぶ平         | 二流         | 900点        |
| 第17回 | 沖田浩之・深津絵里         | 二流         | 950点        | 林葉直子・神吉宏充     | 見習い       | 150点        | 住田隆・西田康人               | 二流         | 350点        |
| 第18回 | 海老一染之助・染太郎       | 三流         | 400点        | 香坂みゆき・可愛かずみ | 二流         | 1050点       | オスマン・サンコン・ゆうゆ     | 三流         | 450点        |
| 第19回 | うじきつよし・中島啓江     | 一流         | 850点        | 別所哲也・松下由樹     | 二流         | 850点        | 太平シロー・松原のぶえ         | 三流         | 400点        |
| 第20回 | 稲川淳二・戸川京子         | 二流         | 650点        | 羽賀研二・増田未亜     | 三流         | 600点        | 神吉宏充・先崎学               | 見習い       | 100点        |
| 第21回 | 渡辺正行・MICA             | 二流         | 500点        | 細川直美・西野妙子     | 見習い       | 900点        | 別所毅彦・関根潤三             | 一流         | 600点        |
| 第22回 | 山城新伍・城戸真亜子       | 二流         | 450点        | 大沢樹生・井沢満       | 一流         | 800点        | 高田文夫・春風亭昇太           | 一流         | 1100点       |

## エピソードなど
- 一般参加者が出場していた第1-5回と第9回は、司会者と解答者の他にゲストも1人（第1回は大橋巨泉が出演）呼ばれていた。
- スコアボードは第1-5回と第9回は3桁表示であったが、第6-8回と第10回からは4桁表示となる。
- 3桁のスコアボードはマイナスの得点表示ができず、得点がマイナスの時は「-」のシールをスコアボードに貼ることで対処していたが、4桁のスコアボードではマイナスの得点表示もできるように改正された。
- 「運命の3択」の小ガメルーレットでは、0点(現状維持)も存在した。
- ダウンタウンが出演した際、運ガメルーレットが完全にハズレに止まった後強引にその場所のボタンを押して「海外旅行獲得やー」とはしゃいでいた（当然却下）。松居直美も同様のボケをしている。
- 第12回の緑ガメチーム(高田文夫、大倉利晴)は、「タッチBINGO」を1項目も正解できず大きく後れを取ったが、その後「運命のピラミッド」で一流、「GAMEミステイクを探せ!」で5個正解するなど挽回し、最終的に800点で海外旅行も獲得した。
- 第13回の「タッチBINGO」では、黄ガメと緑ガメの2チームがパーフェクトで300点を獲得した。
- 第15回の緑ガメチーム(松尾貴史、河内家菊水丸)は、「運命のピラミッド」で問題外となるが、小ガメルーレットで100点を出し、減点を回避した。ちなみに第8回でも2人は同じペアを組んで緑ガメチームとして出場していて、三流の小ガメルーレットで最も良い200点を出している。
- 第17回の赤ガメチーム(沖田浩之、深津絵里)の運ガメルーレットは、針がハズレか当たりか微妙な位置に止まり、判定くんが登場したが、針がわずかにハズレの場所を示していることが判明し、海外旅行獲得はならなかった。番組で判定くんが登場したのはこの1回だけだった。
- 第19回では、緑ガメチームの太平シローが「GAMEミスTAKEを探せ!」で誤答を繰り返し過ぎたため、ボタンを押してすぐに不正解のブザーが鳴らされ「責任者を出せ!!」と激怒していた。
- 女子プロレスラーの回(最終回)での「GAMEミステイクを探せ」で新人レスラーが先輩の私物の下着を洗っているシーンで「やっぱり先輩のパンツはでかいなぁ」と言ったのに対し(このシーンでのミステイクは、私物の下着は自分で洗う)解答者が「先輩のパンツの股の部分が割れていた(男物という意味)」と解答したり「先輩のパンツをけなさない」などと答えたりして問題VTRが全然進まなくなってしまった。司会者が「ここにはもうミステイクはありませんから次いきましょう」と言っているのに、解答者の山城新伍が「もうポイントで勝てるわけないから笑いを取らないと」と「先輩のパンツをかぶってない」と答えて会場内が大爆笑になった。山城新伍は、その他のVTRでも新人レスラーがルイ・ヴィトンのバッグを持っているのに対し「あの顔にルイ・ヴィトンは似合わない」と失礼な発言をしていた。

## スタッフ
- 企画：鈴木哲夫（フジテレビ）、小牧次郎（フジテレビ）
- 構成：下尾雅美、樋口弘樹
- 音楽：伊藤カズユキ
- タイトルＣＧ：アニメーションスタッフルーム
- 題字：実相寺昭雄
- アシスタントコンパニオン：渋谷優子、広田有美、浅井ゆえ[2]、酒井智子
- 技術：吉田勝美
- カメラ：猿谷智
- ＶＥ：田中秀穂
- ＶＴＲ：高橋昭
- 音声：野原章
- 照明：梶光正
- 音響効果：有馬克己（東京サウンド企画　現 スカイウォーカー）
- 編集：大内一学（RVC）
- ＭＡ：横倉巌（クロースタジオ）
- 美術デザイン：馬場文衛（フジテレビ）
- 美術制作：本田邦宏（フジアール）
- 電飾：菰原大裕（興進電化）
- メイクヘアー：山田かつら
- ＴＫ：三田真奈美
- ディレクター：上西浩之（イースト）、森本正直（MEN'S）
- アシスタントプロデューサー：越真一（イースト）
- 演出：今井康之（イースト）
- プロデューサー：金光修（フジテレビ）、波多野健（イースト）
- 技術協力：八峯テレビ、シーエービジョン、クロースタジオ、RVC
- 制作：フジテレビ、イースト

## 補足
この番組のアシスタントコンパニオンを務めた浅井ゆえと広田有美は、同じフジテレビとイースト制作の『たけし・逸見の平成教育委員会』にもアシスタント（初代）として出演。ビートたけしから“亀亀ガールズ”と呼ばれていた。
また、初期の「出場者募集」告知のナレーターだった島津は同様に「平成教育委員会」の初代ナレーターを務めた。
| フジテレビ系 水曜22時台（1991年4月 - 9月） | フジテレビ系 水曜22時台（1991年4月 - 9月） | フジテレビ系 水曜22時台（1991年4月 - 9月） |
| 前番組                                     | 番組名                                     | 次番組                                     |
| ------------------------------------------ | ------------------------------------------ | ------------------------------------------ |
| チョット待った!!                           | 運命GAME 【当番組までバラエティ番組枠】    | なんだら まんだら 【ここからドラマ枠】     |